# Margaret Lockwood
Margaret Lucile Cecilia Boots, CBE (Karachi, 15 de setembro de 1916 — Londres, 15 de julho de 1990), mais conhecida como Margaret Lockwood, foi uma atriz britânica nascida no Paquistão.

## Biografia
Estudou na Academia Real de Arte Dramática de Londres, e estreou no palco aos 18 anos na peça Nannelee. Surgiu no cinema em 1934, no filme Lorna Doone, e alcançou o sucesso em 1938 como uma moça ingênua em A Dama Oculta, de Alfred Hitchcock.
Durante sete anos sucessivos foi uma das dez maiores bilheterias do cinema britânico, de 1944 a 1950, e ganhou o prêmio National Film Awards durante três anos como melhor atriz.
Seu último trabalho no cinema foi em 1955, no filme A Sombra do Pecado, de Lewis Gilbert.